# Guerra da Liga de Cognac
A Guerra da Liga de Cognac (1526–1530) aconteceu entre os domínios Habsburgos de Carlos V — principalmente Espanha e o Sacro Império Romano-Germânico — e a Liga de Cognac, uma aliança que incluía França, o Papa Clemente VII, a República de Veneza, Inglaterra, o Ducado de Milão e Florença.

## Prelúdio
Chocado com o fracasso dos franceses na Guerra Italiana de 1521, o papa, juntamente com a República de Veneza, começou a organizar uma aliança para derrubar os poderes dos Habsburgos - Espanha e o Sacro Império Romano -, na Itália. Francis, após a assinatura do tratado de Madrid (1526) , foi liberado e retornou à França, onde rapidamente anunciou sua intenção de ajudar a Clemente VII. Assim, em 1526, Francisco I, Clemente VII, Veneza, Florença, e a casa Sforza de Milão, que queria se livrar da hegemonia imperial, assinaram um acordo conhecido como a Liga de Cognac. Henrique VIII da Inglaterra, frustrado em seu desejo de um tratado para a Inglaterra, se recusou a participar.
A liga rapidamente tomou Lodi, mas as tropas imperiais na Lombardia marcharam em direção a Milão. A família Colonna, por sua vez, organizou um ataque contra Roma, derrotou as forças papais e brevemente tomou o controle da cidade, no entanto, logo foram pagos para a deixar.